# Uriel von Gemmingen
Pour les articles homonymes, voir Uriel (homonymie).
Uriel von Gemmingen (1468 à Michelfeld - 1514 à Mayence) est archevêque de Mayence à partir de 1508 et à ce titre, prince électeur et chancelier de l'empereur Maximilien Ier en 1509. 

## Biographie
En 1501, il est nommé préfet de Mombach. Il est principalement connu pour son implication dans l'affaire Johannes Pfefferkorn, un juif converti au catholicisme qui publie en 1505 plusieurs pamphlets antisémites et exige de l'empereur Maximilien Ier un mandat pour la saisie et l'autodafé de tous les écrits des Juifs. il demande à Johannes Reuchlin, le célèbre humaniste allemand, d'examiner quelle influence la littérature juive a eue sur le christianisme. Il emploie Matthias Grünewald comme maître d'œuvre ou architecte en 1510.